# Bernardo Agusto Thiel Hoffman
Bernardo Agusto Thiel Hoffman CM (ur. 1 kwietnia 1850 w Elberfedl, ob. część Wuppertal, zm. 9 września 1901) – niemiecki duchowny katolicki posługujący w Kostaryce, biskup diecezjalny San José de Costa Rica 1880-1901.

## Życiorys
27 lutego 1880 papież Leon XIII mianował go biskupem diecezjalnym San José de Costa Rica. 5 września 1880 z rąk biskupa Luisa Bruschettiego przyjął sakrę biskupią. Funkcję sprawował aż do swojej śmierci.